# Русская песня (Лермонтов)
«Ру́сская пе́сня» — стихотворение русского поэта Михаила Юрьевича Лермонтова, написанное в 1830 году. Впервые опубликовано в «Северном вестнике», 1889, № 3.

## Сюжет
Стихотворение в 20 строчек является короткой зарисовкой: во время снегопада девушка боится сойти с крыльца, представляя себе, как ей является её недавно схороненный «милый» и упрекает её: «Ты изменила».

## Критика
Критики относят «Русскую песню» к раннему периоду творчества Лермонтова, в период повышенного интереса автора к народному творчеству. Отмечается фольклорная основа стихотворения, поиск Михаилом Юрьевичем исконных национальных выразительных средств и стилизация в балладном духе, что не характерно для поэта.